# Karl Larsen (arkitekt)
 Denne artikel bør gennemlæses af en person med fagkendskab for at sikre den faglige korrekthed.

 For alternative betydninger, se Karl Larsen. (Se også artikler, som begynder med Karl Larsen)
Karl Johan Frederik Larsen (født 12. februar 1892 i København, død 5. maj 1958) var en dansk arkitekt, der var med i Kooperative Arkitekter.

## Uddannelse
|  | Denne artikel behøver tilrettelse af sprogstilen. Sproget i denne artikel er af uencyklopædisk karakter. Da Wikipedia er en åben encyklopædi, der skal kunne læses af alle, er det vigtigt at holde et naturligt og neutralt dansk (uden f.eks. indforståede fagudtryk og superlativer). Du kan hjælpe ved at forbedre teksten. |

Murersvend, dimittend fra Teknisk skole i København. Optaget på Kunstakademiet i København (1914-1924). Var medarbejder hos Thorkild Henningsen, efter Henningsens død i 1931 oprettede Karl Larsen en selvstændig virksomhed, først i kompagniskab med Edvard Heiberg; fra 1934 medlem af Kooperative Arkitekter (sammen med Ivar Bentsen, Dan Fink, Edvard Heiberg, Vagn Kaastrup og Harald Petersen). Samarbejdet blev opløst i 1946, hvorefter Karl Larsen igen indgik i kompagniskab med Edvard Heiberg.

## Bygninger
- Boligbebyggelserne Godthaabshus, Grøndalshus og Fordreshus ved Godthaabsvej-Rønnebærvej (1926 og 28) sammen med Thorkild Henningsen) og Damtoften ved Damhustorvet i Rødovre (1931-34, sammen med Edvard Heiberg)
- Parkbebyggelsen Blidah, Blok 9, 10, 13, 14, 22-25 ved Strandvejen (1932-35) sammen med Edvard Heiberg for Kooperative Arkitekter)
- Ryparken og Lundevænget ved Lyngbyvej-Ole Nielsensvej (1932-35) sammen med Edvard Heiberg for Kooperative Arkitekter og i samarbejde med Povl Baumann og Frederik Wagner)
- Boligbebyggelsen Fælledgaarden ved Sundholmsvej-Norgesgade-Finlandsgade (1933) sammen med Edvard Heiberg)
- Ejendommen Klampenborghus, Dyrehavevej ved Klampenborg Station (1935) sammen med Kooperative Arkitekter)
- Rækkehusbebyggelsen Præstehaven i Hasle ved Århus (1939) sammen med Dan Fink for Kooperative Arkitekter og i samarbejde med  Niels Christian Skjøth)
- Etagehusbebyggelserne Haunstrupgaard ved Strandboulevarden-Jens Munks Gade-Østbanegade (1938) for Kooperative Arkitekter og i samarbejde med Knud Axel Sørensen og Munkevangen, Blok 1, 2 og 3 ved Borups Allé og Hulgaardsvej (1943-44) sammen med Harald Petersen for Kooperative Arkitekter
- Etagehusbebyggelsen Voldparken ved Husumvej på Vestenceinten (1946) sammen med Edvard Heiberg.

## Projekter
- Regulering af Sankt Bendts Kirkes omgivelser i Ringsted (1933) sammen med Georg Juul Frankel
- Boligbebyggelse på Bellahøj (1944) sammen med Ole Buhl, Esben Klint og Harald Petersen for Kooperative Arkitekter)
- Dele af Punkthusbebyggelse på Bellahøj (1948) sammen med Edvard Heiberg)